# 茅子寮 (大字)
茅子寮，原寫為茅仔藔，是臺灣宜蘭縣五結鄉的一個地名，位於該鄉東北部。相較於今日行政區，其範圍大致為錦眾村北半部。

## 歷史
台灣清治末期，茅子寮地區為一街庄，稱為「茅仔藔庄」，隸屬於茅仔藔堡。該庄昔日北及東隔濁水溪（今名蘭陽溪）分別與霧罕庄、廍後庄為界，東南一小段隔濁水溪支流羅東溪（今冬山河下游）與頂清水庄為界，南邊為一百甲庄、四百名庄、中二結庄，西邊為下三結庄。
1901年（日明治三十四年）11月，該庄隸屬於宜蘭廳，編入第十四區。1905年（明治三十八年）7月，該區改名為「茅仔寮區」。1920年（大正九年），該庄改制並雅化為「茅子寮」大字，隸屬於臺北州羅東郡五結庄。
戰後五結庄改制為五結鄉，隸屬於臺北縣，大字亦改制為村。1950年10月，北、基、宜分治，五結鄉改隸屬於宜蘭縣。

## 聚落
本地區發展較早的聚落為茅仔藔，在日治期初期的官方地圖上已有記載。

## 交通
省道台2線（五濱路二段）是淡水關渡大橋至蘇澳的幹道，為台灣濱海公路系統之一，其中基隆至蘇澳路段又稱為「北部濱海公路」，大致以縱向轉北北西－南南東走向經過茅子寮地區。由該道路向北可前往壯圍、頭城、貢寮、瑞芳等地，向南南東可前往蘇澳並止於省道台9線路口。
鄉道宜22線（溪濱路二段）是三星鄉清洲至新店的道路，在本地區路段是「五結堤防道路」的一部分，大致以西北西—東南東走向轉縱向蜿蜒經過本地區北部及東部的蘭陽溪南岸地帶。由該道路向西北西可前往下三結北部、二結、尾塹東部並止於近其邊界地帶的縣道196號路口，向南可前往一百甲、頂清水並止於新店聚落東側的省道台2線路口。
鄉道宜23線（錦草路）是茅仔寮至利澤簡的道路，其北側端點位於本地區東部鄉道宜22線路口。由此向南南西轉西北西再轉西再轉南南西蜿蜒而行，出境後可前往中二結與四百名交界地帶、中一結與松子腳交界地帶、松子腳西南部、大埔並止於省道台7丙線路口。